# Megachile serraticauda
Megachile serraticauda är en biart som beskrevs av Cockerell 1938. Megachile serraticauda ingår i släktet tapetserarbin, och familjen buksamlarbin. Inga underarter finns listade i Catalogue of Life.